# Soneto 40
| «» Soneto 40 |
| --- |
| Take all my loves, my love, yea take them all; What hast thou then more than thou hadst before? No love, my love, that thou mayst true love call; All mine was thine, before thou hadst this more. Then, if for my love, thou my love receivest, I cannot blame thee, for my love thou usest; But yet be blam'd, if thou thy self deceivest By wilful taste of what thyself refusest. I do forgive thy robbery, gentle thief, Although thou steal thee all my poverty: And yet, love knows it is a greater grief To bear love's wrong, than hate's known injury. Lascivious grace, in whom all ill well shows, Kill me with spites yet we must not be foes. |
| –William Shakespeare |

O Soneto 40 foi escrito por William Shakespeare e faz parte dos seus 154 sonetos. É endereçado a um jovem do sexo masculino. Neste poema, como nos outros, nesta parte da seqüência, o eu-lírico exprime ressentimento do poder que o seu amor exerce sobre ele.

## Traduções
Na tradução de Thereza Christina Rocque da Motta,
Toma todos os meus amores, meu bem, sim, toma-os todos;
O que mais tens agora que antes já não tinhas?
Nenhum amor, meu bem, que possas chamar de amor;
A mim tinhas por inteiro, antes de me teres mais ainda.
Então, se pelo meu amor tu o recebeste,
Não posso culpar-te pelo meu amor que usaste;
Mas, mesmo culpada, se porventura te enganaste,
Por orgulho do que tu mesma recusaste.
Perdoo-te por teres me roubado, gentil ladina,
Embora roubes de mim toda a minha riqueza;
Ainda assim, o amor sabe, é uma tristeza inda maior
Suportar do amor o erro do que a injúria do desamor.
Lasciva graça, em quem todo o mal se mostra,
Mata-me com teu desprezo, mas não nos tornemos inimigos.